# Maurice Buys
Maurice Buys (Volendam, 4 juni 1980) is een Nederlands voormalig voetballer die als middenvelder voor FC Volendam, Helmond Sport en Stormvogels Telstar speelde.

## Carrière
Maurice Buys speelde in de jeugd van RKAV Volendam en FC Volendam, waar hij van 1999 tot 2005 deel uitmaakte van de eerste selectie. Hij promoveerde met Volendam naar de Eredivisie in het seizoen 2002/03, maar degradeerde het seizoen erna gelijk weer terug. In 2005 vertrok hij naar Helmond Sport, waar hij anderhalf jaar speelde. Het laatste half jaar van zijn carrière werd hij verhuurd aan Stormvogels Telstar, waarna hij in 2007 zijn carrière beëindigde om zich op zijn maatschappelijke carrière te richten. Wel bleef hij actief in het zaalvoetbal, waar hij tot 2018 met ZVV Volendam in de Eredivisie speelde.

### Statistieken
| Seizoen                  | Club                  | Land           | Competitie     | Competitie | Competitie | Beker | Beker | Overig | Overig | Totaal | Totaal |
| Seizoen                  | Club                  | Land           | Competitie     | Wed.       | Dlp.       | Wed.  | Dlp.  | Wed.   | Dlp.   | Wed.   | Dlp.   |
| ------------------------ | --------------------- | -------------- | -------------- | ---------- | ---------- | ----- | ----- | ------ | ------ | ------ | ------ |
| 1999/00                  | FC Volendam           | Nederland      | Eerste divisie | 11         | 3          | ?     | ?     | –      | –      | 11     | 3      |
| 2000/01                  | FC Volendam           | Nederland      | Eerste divisie | 8          | 1          | ?     | ?     | ?      | ?      | 8      | 1      |
| 2001/02                  | FC Volendam           | Nederland      | Eerste divisie | 28         | 15         | ?     | ?     | ?      | ?      | 28     | 15     |
| 2002/03                  | FC Volendam           | Nederland      | Eerste divisie | 31         | 9          | ?     | ?     | ?      | ?      | 31     | 9      |
| 2003/04                  | FC Volendam           | Nederland      | Eredivisie     | 33         | 6          | ?     | ?     | 4      | 0      | 37     | 6      |
| 2004/05                  | FC Volendam           | Nederland      | Eerste divisie | 27         | 5          | ?     | ?     | 6      | 0      | 33     | 5      |
| 2005/06                  | Helmond Sport         | Nederland      | Eerste divisie | 24         | 6          | ?     | ?     | 2      | 0      | 26     | 6      |
| 2006/07                  | Helmond Sport         | Nederland      | Eerste divisie | 9          | 0          | ?     | ?     | –      | –      | 9      | 0      |
| 2006/07                  | → Stormvogels Telstar | Nederland      | Eerste divisie | 3          | 0          | 0     | 0     | –      | –      | 3      | 0      |
| Carrièretotaal           | Carrièretotaal        | Carrièretotaal | Carrièretotaal | 174        | 45         | 0     | 0     | 12     | 0      | 186    | 45     |
| Bijgewerkt op 5 mei 2019 |                       |                |                |            |            |       |       |        |        |        |        |